# Бобер сир Канш
Бобер сир Канш (фр. Boubers-sur-Canche) насеље је и општина у североисточној Француској у региону Север-Па д Кале, у департману Па де Кале која припада префектури Арас.
По подацима из 2011. године у општини је живело 607 становника, а густина насељености је износила 65,76 становника/km². Општина се простире на површини од 9,23 km². Налази се на средњој надморској висини од 65 метара (максималној 142 m, а минималној 52 m).

## Демографија
| 1962. | 1968. | 1975. | 1982. | 1990. | 1999. | 2011. |
| ----- | ----- | ----- | ----- | ----- | ----- | ----- |
| 530   | 547   | 618   | 649   | 604   | 606   | 607   |

График промене броја становника у току последњих година